# Conus tagaroae
Espèce
Conus tagaroae est une espèce de mollusques gastéropodes marins de la famille des Conidae.
Comme toutes les espèces du genre Conus, ces escargots sont prédateurs et venimeux. Ils sont capables de « piquer » les humains et doivent donc être manipulés avec précaution, voire pas du tout.

## Description
La taille de la coquille varie entre 40 mm et 84 mm.

## Distribution
Cette espèce marine est présente au large des Philippines.

## Taxonomie

### Publication originale
L'espèce Conus tagaroae a été décrite pour la première fois en 2013 par les malacologistes français Loíc Limpalaër et Éric Monnier (d) dans « Visaya »,.

### Synonymes
- Conus (Cylinder) tagaroae (Limpalaër & Monnier, 2013) · appellation alternative
- Cylinder tagaroae Limpalaër & Monnier, 2013 · non accepté